# چستر، نیوجرسی
چستر (به انگلیسی: Chester Township) شهری در ایالت نیوجرسی کشور ایالات متحده آمریکا است که جمعیت آن در سرشماری سال ۲۰۱۰ میلادی، ۷٬۸۳۸ نفر بوده‌است.